# Musium
『musium』（ミュージアム）は、スキマスイッチの5枚目のオリジナルアルバム。

## 解説
- 初回生産限定盤・通常盤の2種同時発売。2018年のユニバーサルミュージック移籍時に「スキマスイッチ」までのアルバムと一緒に再発されている
- 対象店舗で購入すると「スキマスイッチ直筆メッセージ入り特製アナザージャケット」を先着でプレゼントされた。
- タイトルは、「museum（博物館）」と「music（音楽）」を組み合わせたもの[1]。
- 本作の制作テーマは「CDライブラリーを持ち合わせたようなアルバム」[1]。
- また、別のインタビューでは「あまり可愛い曲というのは含まれずに、少し哲学だったり変わった方向から物事を観た歌詞の楽曲が並んでいるアルバム」を目指したとも語っている[2]。
- 本作については「前作『ナユタとフカシギ』が二人で内側を向いてバチバチとバトルしながら作ったのに対し、今回はすごく外側を向いてる」と語っている[2]。
- 制作について大橋は「軽音ノリで、その場で音を出しながら思いついたことを言い合った。そういう意味で今回は不器用に作ったというか、そのぶん音楽を楽しめた感じがあるし、今までの中では一番楽しみながらできた」と語っている[1]。
- 常田は「間に2ヵ月ツアーをはさんだおかげで、ライブ感も出たと思うし、結果的にバラエティに富んだ幅の広い曲が出てきた」と語っている[1]。
- また、2人で話し合いながら制作を進めたことで「とても人間臭くて、僕たちの人柄が出ているアルバムになった」とも語っている[2]。
- アルバム制作中に起こった東日本大震災の影響については「あえてそこを直接的に意識するのではなく、いつもと変わらないことを音楽を通して表現したかった」「現地にいた人も、それを見てショックを受けた人も含めて音楽をもう一回聴きたいなと思った時に、僕らが「同じ事やってるんだ」ってほっとしてくれたら、それが何よりなのかなと思う」と語っている[1]。

## 収録曲
| 全作詞・作曲: スキマスイッチ。 |                                               |                |                |      |
| #                              | タイトル                                      | 作詞           | 作曲・編曲     | 時間 |
| 1.                             | 「時間の止め方」                              | スキマスイッチ | スキマスイッチ | 4:21 |
| 2.                             | 「アイスクリーム シンドローム（album ver.）」 | スキマスイッチ | スキマスイッチ | 5:25 |
| 3.                             | 「石コロDays」                                | スキマスイッチ | スキマスイッチ | 5:54 |
| 4.                             | 「LとR」                                      | スキマスイッチ | スキマスイッチ | 4:53 |
| 5.                             | 「ソングライアー」                            | スキマスイッチ | スキマスイッチ | 4:42 |
| 6.                             | 「センチメンタル ホームタウン」               | スキマスイッチ | スキマスイッチ | 3:34 |
| 7.                             | 「さいごのひ (album ver.)」                   | スキマスイッチ | スキマスイッチ | 6:15 |
| 8.                             | 「Andersen」                                  | スキマスイッチ | スキマスイッチ | 3:59 |
| 9.                             | 「スモーキンレイニーブルー」                  | スキマスイッチ | スキマスイッチ | 4:36 |
| 10.                            | 「晴ときどき曇」                              | スキマスイッチ | スキマスイッチ | 5:33 |
| 11.                            | 「またね。」                                  | スキマスイッチ | スキマスイッチ | 3:58 |
| 合計時間:                      | 合計時間:                                     | 53:10          |                |      |

## 楽曲解説
1. 時間の止め方
  - 仮タイトルは「1曲目」[1]。
  - 常田は「アルバムを聴き始めると、ふと周りの時間が止まったような気になる。そういう曲を作りたかった。」と語っている[1]。
  - 「二人が思う音楽とは？」という話をしながら制作された[1]。
  - イントロは常田が何気なく弾いたフレーズを大橋が気に入って採用されたもの[3]。
  - 曲が出来上がったとき、初代のマネージャーから「ミスチルみたいだな」と言われたことを明かしている[3]。
2. アイスクリーム シンドローム（album ver.）
  - 13thシングル｢アイスクリーム シンドローム｣収録
  - シングルバージョンとは違い、ミックスやアレンジが異なっている。また、フェードアウトしない形になっている。
3. 石コロDays
  - 15thシングル「晴ときどき曇」収録
  - 三作連続配信リリースの第二弾。
4. LとR
  - 楽曲のストーリーの原作を大橋が考え、常田が歌詞に起こすという手法で制作された[2]。
  - 「二人組だからこそ出来る音楽というのを歌詞に落とし込めたら面白い」というアイデアから、「男女でもない、恋愛でもない、応援ソングでもない」歌詞となった[2][3]。
  - 後のインタビューでシングル曲の候補であったことを明かしている[3]。
5. ソングライアー
  - 歌詞は「嘘つきのソングライター」という意味[1]。
  - 大橋曰く「全てのソングライターに向けて皮肉ってみた」という楽曲。
  - また、歌詞の内容について「自分の事と捉えられてもいいですし、世の中の作家さんと思ってもいい」と語っている。
  - 別のインタビューでは、「｢普通はこんなこと歌わないでしょ」ということを歌うことで、「僕もみんなと同じ人間だよ」ということを、メッセージとして込めてるところがある」とも語っている[1]。
  - ボーカルは「英語っぽい日本語」を意識してレコーディングされている[3]。
  - 20周年記念のベストアルバム『POPMAN'S WORLD -Second-』のDisc2「TKY selection」に収録されている。大橋は「出来上がった時に手応えがあった曲」「アルバム内のロック部門」として選曲している[4]。
6. センチメンタル ホームタウン
  - 三作連続配信リリースの第一弾。
7. さいごのひ（album ver.）
  - 14thシングル「さいごのひ」収録
  - ボーカルを取り直している他、シングルで入っていたコーラスやストリングスを全部カットしている[2]。
  - このバージョンを制作した背景として大橋は「このアルバムが出来上がるまでの間、ずっと歌ってきて、歌そのものが変化してきていたんです。だから自分の中で、もう一度歌ってみたいと思いました。」と語っている[2][3]。
8. Andersen
  - 他の楽曲が新たなアプローチで制作されている中で、常田曰く「わりと今迄のスキマスイッチ的楽曲」[2]。
  - 歌詞のモチーフは「マッチ売りの少女」[3]。
  - 大橋曰く「シンタワールド」[3]。
  - もともとの歌詞はバッドエンドであったが、あまりにも救いがなかったため、大橋の希望でオチの部分が書き換えられた[3]。
  - 14thシングル「さいごのひ」初回特典DVD内では、この曲の制作風景の一部が収録された。
9. スモーキンレイニーブルー
  - スポーツマンシップならぬミュージシャンシップに乗っ取って作られたという楽曲。
  - SUPER BUTTER DOGや山崎まさよし、SPANOVAの影響を受けている[3]。
  - レコーディングは全ての楽器を一発録りで行った[2]。
  - 「レイニーブルー」という単語を使うにあたり、徳永英明に電話で許可を取ったことを明かしている[3]。
  - 『POPMAN'S WORLD -Second-』のDisc3「SNT selection」に収録されている。常田は「絶対ベストアルバムに入らない曲」とした上で「知って欲しい曲」として選曲している[4]。
10. 晴ときどき曇
  - 15thシングル「晴ときどき曇」収録
  - 三作連続配信リリースの第三弾。
11. またね。
  - ギターのフレーズから作られた楽曲[3]。
  - 大橋は「この曲を聴いた後にもう一回最初からリピートしてほしい。」と語っている。
  - 常田は曲順について「「晴ときどき曇」で、このアルバムはまず一度終わっているんじゃないか。その後「またね。」がボーナストラックとしてついているような感じ。」と語っている[2]。
  - 16thシングル「ラストシーン」に別オケバージョンが収録されている。

## 初回特典DVD収録内容
1. 「アイスクリーム シンドローム」＜Video Clip＞[5]
2. 「さいごのひ」＜Video Clip＞[5]
3. 「晴ときどき曇」（another ending ver.）＜Video Clip＞[5]
4. 「musium」Special Interview[5]

## 参加ミュージシャン
1. 時間の止め方
  - 大橋卓弥：Vocal, Chorus
  - 常田真太郎：Piano, Chorus
  - 石成正人：Electric Guitar
  - 種子田健：Bass
  - 佐野康夫：Drums
  - 松本智也：Percussion
  - 藤田乙比古, 萩原顕彰, 堂山敦史, 古江仁美：Horn
  - 弦一徹ストリングス：Strings
2. アイスクリーム シンドローム (album ver.)
  - 大橋卓弥：Vocal, Chorus, Acoustic Guitar
  - 常田真太郎：Piano, Other Instruments
  - 石成正人：Electric Guitar
  - 種子田健：Bass
  - 村石雅行：Drums
  - 松本智也：Percussion
  - 弦一徹ストリングス：Strings
3. 石コロDays
  - 大橋卓弥：Vocal, Chorus, Acoustic Guitar
  - 常田真太郎：Piano, Other Instruments
  - 石成正人：Electric Guitar
  - 隅倉弘至：Bass
  - 松永俊弥：Drums
4. LとR
  - 大橋卓弥：Vocal, Chorus, Acoustic Guitar, Electric Guitar
  - 常田真太郎：Piano, Other Instruments
  - フジイケンジ (The Birthday)：Electric Guitar
  - 種子田健：Bass
  - 村石雅行：Drums
5. ソングライアー
  - 大橋卓弥：Vocal, Chorus, Acoustic Guitar, Blues Harp
  - 常田真太郎：Piano, Other Instruments
  - 石成正人：Electric Guitar
  - 小松秀行：Bass
  - 佐野康夫：Drums
  - 松本智也：Percussion
6. センチメンタル ホームタウン
  - 大橋卓弥：Vocal, Chorus
  - 常田真太郎：Piano, Other Instruments
  - 石成正人：Electric Guitar
  - 佐橋佳幸：Pedal Steel
  - 美久月千晴：Bass
  - 江口信夫：Drums
  - 松本智也：Percussion
7. さいごのひ (album ver.)
  - 大橋卓弥：Vocal, Chorus, Acoustic Guitar
  - 常田真太郎：Piano
  - 長田進：Electric Guitar
  - 美久月千晴：Bass
  - 山木秀夫：Drums
  - 松本智也：Percussion
  - 弦一徹ストリングス：Strings
8. Andersen
  - 大橋卓弥：Vocal, Chorus
  - 常田真太郎：Piano, Other Instruments
  - 石成正人：Electric Guitar
  - 鈴木正人：Bass
  - 村石雅行：Drums
  - 松本智也：Percussion
  - 山本拓夫：Tenor Sax
  - 菅坂雅彦, 西村浩二：Trumpet
  - 村田陽一：Trombone
9. スモーキンレイニーブルー
  - 大橋卓弥：Vocal, Chorus, Acoustic Guitar
  - 常田真太郎：Piano, Other Instruments
  - 石成正人：Electric Guitar
  - 種子田健：Bass
  - 村石雅行：Drums
  - 松本智也：Percussion
  - 本間将人：Alto Sax
  - Tynice Hinton, Paula Johnson：Chorus
10. 晴ときどき曇
  - 大橋卓弥：Vocal, Chorus, Acoustic Guitar
  - 常田真太郎：Piano, Other Instruments
  - 佐橋佳幸：Electric Guitar
  - 沖山優司：Bass
  - 河村“カースケ”智康：Drums
  - 松本智也：Percussion
  - 弦一徹ストリングス：Strings
11. またね。
  - 大橋卓弥：Vocal, Acoustic Guitar
  - 常田真太郎：Organ

## ライブ映像作品
| 曲名                        | 発売年 | 作品名                                                                          |
| --------------------------- | ------ | ------------------------------------------------------------------------------- |
| 時間の止め方                | 2012年 | スキマスイッチ TOUR 2012 “musium” THE MOVIE                                     |
| 時間の止め方                | 2016年 | スキマスイッチ TOUR 2016 “POPMAN'S CARNIVAL” THE MOVIE                          |
| 時間の止め方                | 2020年 | Streaming LIVE "a la carte 2020" 〜実際にやってみた!〜 THE MOVIE                |
| 時間の止め方                | 2021年 | スキマスイッチ2021ライブ&ドキュメンタリーfor DELUXE                             |
| アイスクリーム シンドローム | -      | →「 アイスクリーム シンドローム#ライブ映像作品 」を参照                         |
| 石コロDays                  | -      | →「 石コロDays #ライブ映像作品 」を参照                                         |
| LとR                        | 2012年 | スキマスイッチ TOUR 2012 “musium” THE MOVIE                                     |
| LとR                        | 2014年 | スキマスイッチ 10th Anniversary Arena Tour 2013 “POPMAN'S WORLD”THE MOVIE       |
| LとR                        | 2016年 | スキマスイッチ TOUR 2016 “POPMAN'S CARNIVAL” THE MOVIE                          |
| LとR                        | 2020年 | Sukimaswitch Official Fanclub DELUXE presents TOUR 2016“POPMAN’S CARNIVAL”Vol.0 |
| LとR                        | 2021年 | スキマスイッチ TOUR 2020-2021 Smoothie THE MOVIE                                |
| ソングライアー              | 2012年 | スキマスイッチ TOUR 2012 “musium” THE MOVIE                                     |
| ソングライアー              | 2013年 | スキマスイッチ TOUR 2012-2013“DOUBLES ALL JAPAN”THE MOVIE                       |
| ソングライアー              | 2016年 | スキマスイッチ TOUR 2016 “POPMAN'S CARNIVAL” THE MOVIE                          |
| ソングライアー              | 2023年 | スキマスイッチ TOUR 2022 “café au lait” THE MOVIE                               |
| センチメンタル ホームタウン | -      | →「 センチメンタル ホームタウン#ライブ映像作品 」を参照                         |
| さいごのひ                  | -      | →「 さいごのひ#ライブ映像作品 」を参照                                          |
| Andersen                    | 2012年 | スキマスイッチ TOUR 2012 “musium” THE MOVIE                                     |
| Andersen                    | 2020年 | スキマスイッチ TOUR 2019-2020 POPMAN'S CARNIVAL vol.2 THE MOVIE                 |
| スモーキンレイニーブルー    | 2012年 | スキマスイッチ TOUR 2012 “musium” THE MOVIE                                     |
| スモーキンレイニーブルー    | 2014年 | Sukimaswitch in Augusta Camp 2013                                               |
| スモーキンレイニーブルー    | 2015年 | sukimaswitch official fan club DELUXE FAN CLUB EVENT TOUR 「V.I.P. Vol.3」      |
| スモーキンレイニーブルー    | 2019年 | SUKIMASWITCH TOUR 2018 "ALGOrhythm" THE MOVIE                                   |
| スモーキンレイニーブルー    | 2023年 | スキマスイッチ TOUR 2022 “café au lait” THE MOVIE                               |
| スモーキンレイニーブルー    | 2023年 | DELUXE FAN CLUB EVENT TOUR V.I.P. Vol.4                                         |
| 晴ときどき曇                | -      | →「 晴ときどき曇#ライブ映像作品 」を参照                                        |
| またね。                    | 2012年 | スキマスイッチ TOUR 2012 “musium” THE MOVIE                                     |
| またね。                    | 2013年 | スキマスイッチ TOUR 2012-2013“DOUBLES ALL JAPAN”THE MOVIE                       |
| またね。                    | 2015年 | sukimaswitch official fan club DELUXE FAN CLUB EVENT TOUR 「V.I.P. Vol.3」      |

## 他のアルバムへの収録
| 曲名                        | 発売年 | 作品名                                                           | 分類         |
| --------------------------- | ------ | ---------------------------------------------------------------- | ------------ |
| 時間の止め方                | 2012年 | スキマスイッチ TOUR 2012 "musium"                                | ライブ       |
| 時間の止め方                | 2016年 | スキマスイッチ TOUR 2016 “POPMAN'S CARNIVAL”                     | ライブ       |
| アイスクリーム シンドローム | -      | →「 アイスクリーム シンドローム#収録アルバム 」を参照            |              |
| 石コロDays                  | -      | →「 石コロDays #収録アルバム 」を参照                            |              |
| LとR                        | 2012年 | スキマスイッチ TOUR 2012 "musium"                                | ライブ       |
| LとR                        | 2014年 | スキマスイッチ 10th Anniversary Arena Tour 2013 “POPMAN'S WORLD” | ライブ       |
| LとR                        | 2016年 | スキマスイッチ TOUR 2016 “POPMAN'S CARNIVAL”                     | ライブ       |
| LとR                        | 2020年 | スキマノハナタバ 〜Smile Song Selection〜                        | コンセプト   |
| LとR                        | 2021年 | スキマスイッチ TOUR 2020-2021 Smoothie                           | ライブ       |
| ソングライアー              | 2012年 | スキマスイッチ TOUR 2012 "musium"                                | ライブ       |
| ソングライアー              | 2013年 | スキマスイッチ TOUR 2012-2013“DOUBLES ALL JAPAN”                 | ライブ       |
| ソングライアー              | 2016年 | スキマスイッチ TOUR 2016 “POPMAN'S CARNIVAL”                     | ライブ       |
| ソングライアー              | 2023年 | POPMAN'S WORLD -Second-                                          | ベスト       |
| センチメンタル ホームタウン | -      | →「 センチメンタル ホームタウン#収録アルバム 」を参照            |              |
| さいごのひ                  | -      | →「 さいごのひ#収録アルバム 」を参照                             |              |
| Andersen                    | 2012年 | スキマスイッチ TOUR 2012 "musium"                                | ライブ       |
| Andersen                    | 2020年 | スキマスイッチ TOUR 2019-2020 POPMAN'S CARNIVAL vol.2            | ライブ       |
| Andersen                    | 2021年 | Weather Song of スキマスイッチ                                   | プレイリスト |
| スモーキンレイニーブルー    | 2012年 | スキマスイッチ TOUR 2012 "musium"                                | ライブ       |
| スモーキンレイニーブルー    | 2018年 | SUKIMASWITCH TOUR 2018 "ALGOrhythm"                              | ライブ       |
| スモーキンレイニーブルー    | 2021年 | Weather Song of スキマスイッチ                                   | プレイリスト |
| スモーキンレイニーブルー    | 2023年 | スキマスイッチ TOUR 2022 “café au lait”                          |              |
| スモーキンレイニーブルー    | 2023年 | POPMAN'S WORLD -Second-                                          |              |
| 晴ときどき曇                | -      | →「 晴ときどき曇#収録アルバム 」を参照                           |              |
| またね。                    | 2012年 | ラストシーン                                                     | シングル     |
| またね。                    | 2012年 | スキマスイッチ TOUR 2012 "musium"                                | ライブ       |
| またね。                    | 2013年 | スキマスイッチ TOUR 2012-2013“DOUBLES ALL JAPAN”                 | ライブ       |
| またね。                    | 2016年 | POPMAN'S ANOTHER WORLD                                           | ベスト       |
| またね。                    | 2016年 | スキマスイッチ TOUR 2016 “POPMAN'S CARNIVAL”                     | ライブ       |